# Schloss Schmarsow

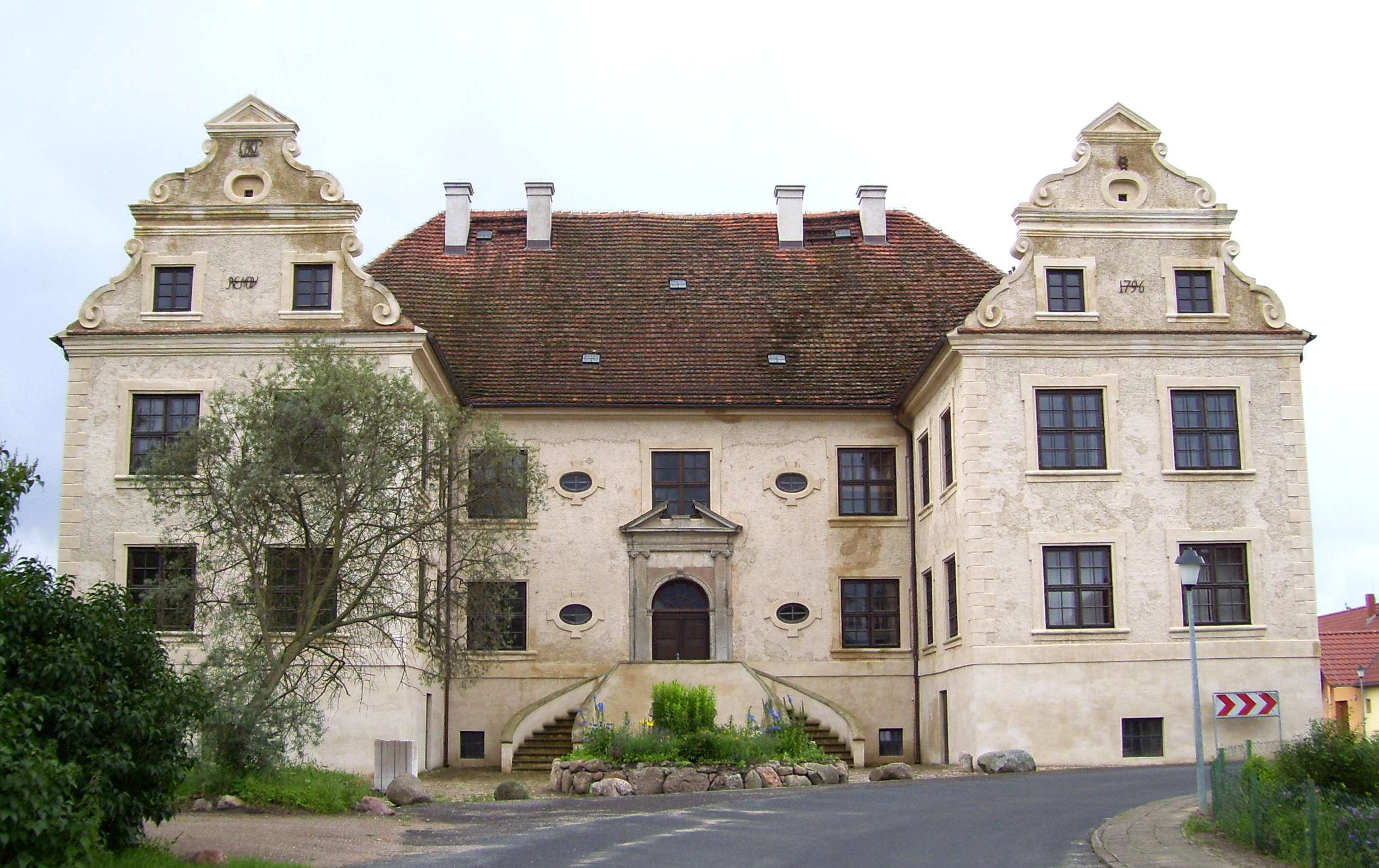
Nordseite des Herrenhauses

Das Herrenhaus Schloss Schmarsow liegt im gleichnamigen Ortsteil Schmarsow der Gemeinde Kruckow im Landkreis Vorpommern-Greifswald. Das in DDR-Zeiten zu Wohn- und Verwaltungszwecken sowie Kulturveranstaltungen genutzte dreiflügelige Gebäude, ist eines der ältesten Herrenhäuser in der Gegend und ein bedeutendes Kulturdenkmal Vorpommerns. Heute befinden sich im Herrenhaus und in den ehemaligen Wirtschaftsgebäuden Ferienwohnungen, in der Schlossküche werden Kochkurse veranstaltet, im Festsaal finden regelmäßig Konzerte statt und die Gesellschaftsräume können für Veranstaltungen gemietet werden.

## Geschichte

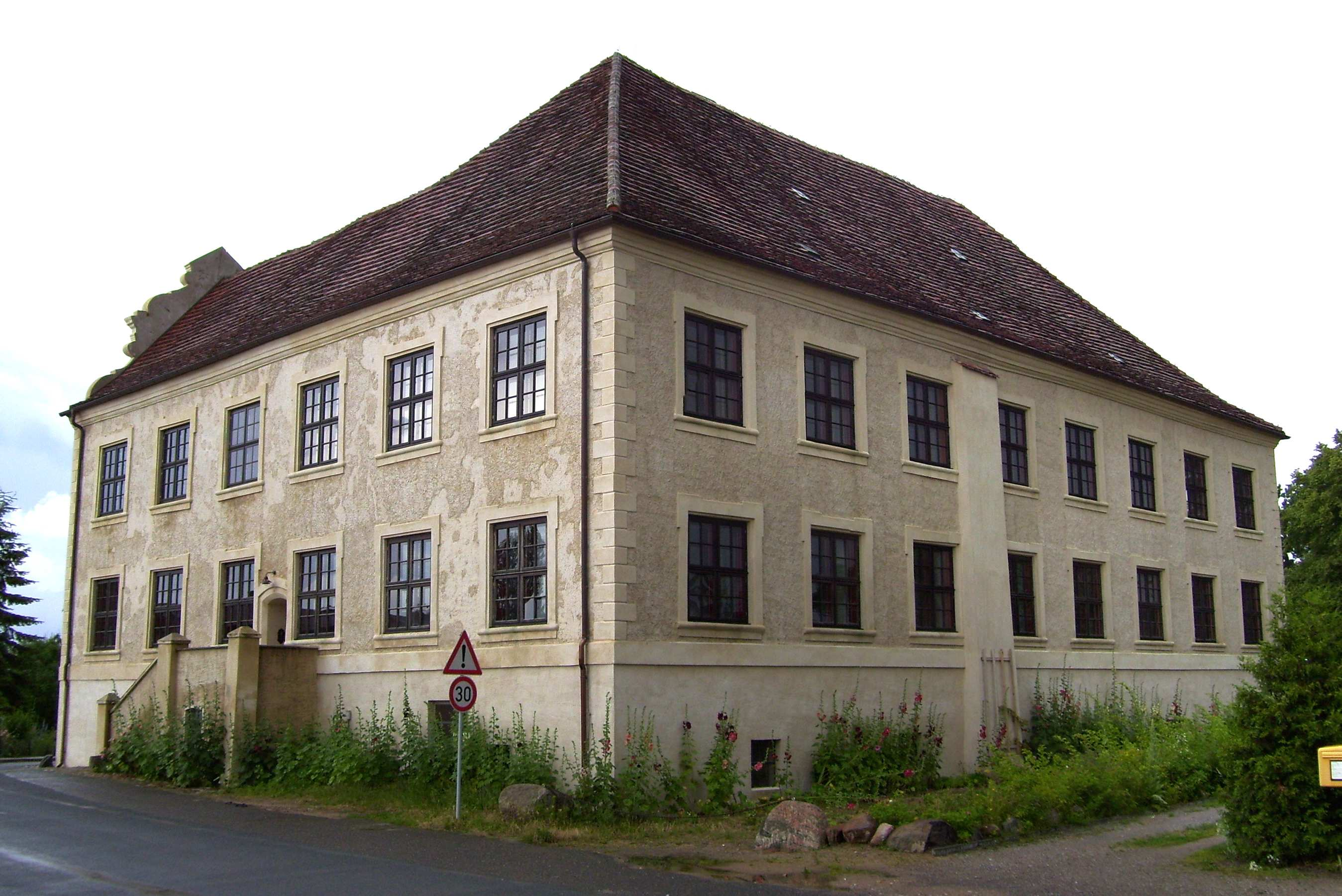
West- und Südfassade

Der im Jahr 1249 erstmals urkundlich erwähnte Ort Schmarsow war ein ritterschaftliches Lehen der Familie von Maltzahn. Er gehörte zu den Besitzungen der ganz in der Nähe an der Tollense gelegenen Burg Osten, welche sich bis zum Ende des 16. Jahrhunderts im gemeinschaftlichen Besitz der Linien Osten-Kummerow und Sarow der Familie von Maltzahn befand. 1599 gehörte Schmarsow zusammen Anteilen der Orte Pensin, Kruckow, Pritzenow, Kartlow, Plötz und Roidin zum Gutskomplex Vanselow. Es bestand zu dieser Zeit bereits ein Gut im Ort. Nach verschiedenen besitzrechtlichen Auseinandersetzungen innerhalb der Familie von Maltzahn und mit auswärtigen Interessenten, beteiligt waren u. a. der Herzog von Kurland und die Freifrau von Mardefelt, erwarb Philipp Joachim von Parsenow zwischen 1674 und 1695 die gesamten Ostenschen Güter, darunter auch Schmarsow.
Ende des 17. Jahrhunderts, als die Region noch vom Dreißigjährigen Krieg gezeichnet war, ließ Joachim Philipp von Parsenow dieses außergewöhnliche Gebäude errichten. Die Mittel dafür kamen aus dem Ertrag seines Kriegsdienstes in der Armee des Fürstbischofs Christoph Bernhard von Galen in Münster, der von seinen holländischen Nachbarn, mit denen er in seiner gesamten Regierungszeit kriegerische Auseinandersetzung führte, auch „Bommerberend“ genannt wurde.
Ob es einen Vorgängerbau gab, konnte bislang nicht dokumentiert werden. Baumaterial für das Gebäude wurde auch der nahe gelegenen und im Dreißigjährigen Krieg zerstörten Burg Osten entnommen.
1796 ließ Otto Bogislav von Parsenow das Gebäude restaurieren. Nach dem Aussterben derer von Parsenow im 19. Jahrhundert stellten mehrere Linien der Familie Maltzahn Erbansprüche, um wieder an die alten Lehnsrechte zu gelangen. Der Jahrzehnte andauernde Prozess wurde erst 1844 abgeschlossen. Schmarsow ging an die Kummerower Linie. Da die Feindschaft zwischen den Prozessparteien aber noch etwa 20 Jahre weiterschwelte, wurde Schmarsow zusammen mit Osten und dem Vorwerk Borgwall schließlich 1855 an den im benachbarten Kartlow ansässigen Woldemar von Heyden-Cartlow verkauft. Die Familie von Heyden-Cartlow blieb bis zur Enteignung 1945 im Besitz Schmarsows. Bereits 1865 wurde das Gut Schmarsow an Ludwig Freiherr von Maltzahn auf Vanselow verpachtet. Im Schloss wohnte der durch die von Heyden eingesetzte Verwalter, aber auch ihre Gäste wie die Piloten des nahe gelegenen Fliegerhorstes Tutow wurden hier untergebracht. Bis 1938 befand sich in den Kellerräumen eine Molkerei.
Nach dem Ende des Zweiten Weltkriegs kam das Herrenhaus in den Besitz der Gemeinde Schmarsow, die es zu Wohnzwecken, für die Gemeindeverwaltung, einen Jugendklub, Kulturveranstaltungen und auch als Konsumverkaufsstelle nutzte. Während dieser Zeit wurde das Gebäude unter Denkmalschutz gestellt. Im Jahr 2000 verkaufte die Gemeinde das Gebäude. In einer Auktion erwarben es der Politologe und Bildungsforscher Dr. Falk Fabich und die Architektin Andrea Ruiken. Unter der Leitung von Andrea Ruiken wurden die umfangreichen Sanierungen vorgenommen.
Die seit den 1950er Jahren durch den ehemaligen Gutshof zwischen Schloss und Kavaliershaus gelegte Kreisstraße wurde durch eine 2006 fertiggestellte Umgehungsstraße entlastet.

## Gebäude

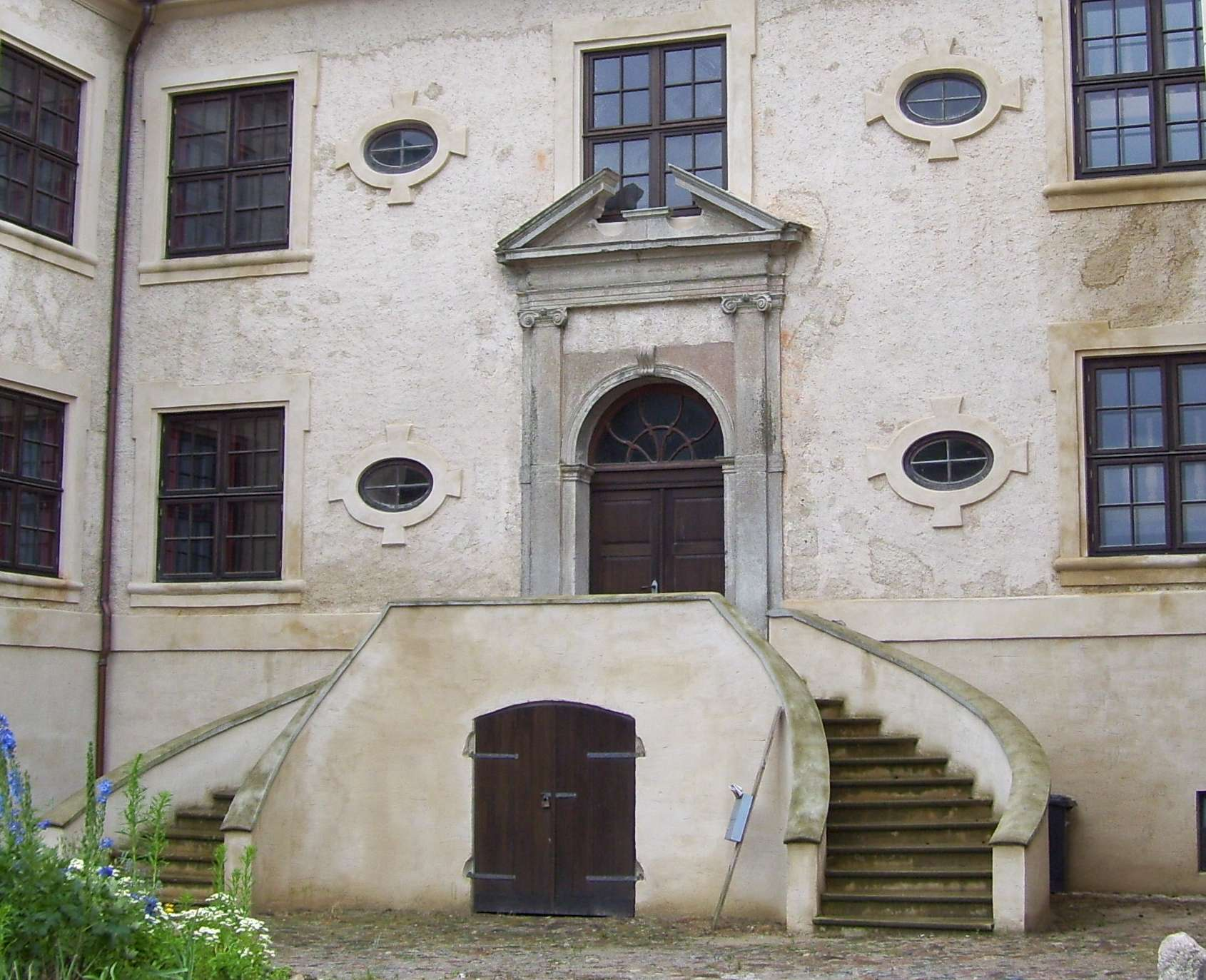
Portal mit Freitreppe

Erreicht man Schmarsow von Kruckow aus, so dominiert der Anblick der beiden mit Voluten verzierten Giebel der Seitenflügel des zweigeschossigen Herrenhauses das Bild des Ortes. Die Giebel tragen die Inschriften „RENOV“ und „1796“, die sich auf das Jahr 1796 beziehen, als das Herrenhaus einer Renovierung beziehungsweise Restaurierung unterzogen wurde. Dendrochronologische Untersuchungen haben ergeben, dass die Vermutung, dass die Seitenflügel erst 1796 angebaut wurden, nicht zutrifft. Sowohl der Dachstuhl als auch die Holzbalkendecken der Seitenflügel wurden wie auch die des Hauptgebäudes auf das Jahr 1698 datiert. Zum Portal des zentralen Hauptflügels führt eine zweiarmige, halbkreisförmige Freitreppe. Das Portal selbst ist in der Art einer Ädikula mit gesprengtem Giebel und Pilastern gerahmt. Sonst sind die Putzfassaden (Muschelkalk) mit ihren quadratischen Fenstern sparsam gegliedert.
Bei der Sanierung des Schlosses ab 2001 wurden Fragmente von Wandmalereien, Dielen- und Terrakottafußböden sowie Wandbespannungen gefunden. Die 1796 im Erdgeschoss eingebaute „schwarze Küche“ kann von den Gästen besichtigt werden.
Unter dem Fußboden des Kellers wurde 1930 ein verschütteter Brunnen entdeckt. In diesem befanden sich unter anderem Menschenknochen, Schwerter und Waffen. In der Brunnenwand wurde ein vermauerter Zugang gefunden. Volksmündliche Überlieferungen, die von einem unterirdischen Gang zwischen dem Schloss Schmarsow und der Burg Osten an der Tollense berichten, sind jedoch aufgrund der geologischen Gegebenheiten als Sage einzuordnen.
Als Folge der Aufsiedlung des Dorfkerns von Schmarsow nach 1945, dem Abriss der von Scheunen und Verfüllung des inmitten des Gutshofes gelegenen großen Teichs verlor das Schloss den Bezug zu seinen früheren Wirtschaftsgebäuden. Der ursprünglich östlich des Schlossgebäudes gelegene barocke Park ging in der Neuordnung der Grundstücke während der Bodenreform verloren, ist aber anhand der Grundstücksgrenzen und Zaunsetzungen noch ablesbar. Durch den Erwerb von angrenzenden Flächen wurde wieder ein gestaltbares Umfeld gewonnen, das jedoch nicht mehr vollständig mit der historischen Gutsanlage identisch ist. Der Pastoren- und Mittelweg sind Relikte des alten Schlossparks.
Im Schloss befinden sich heute neben der Wohnung der Eigentümer vier Ferienwohnungen und mehrere Gesellschaftsräume, die für Konzerte, Veranstaltungen, Vorträge und Feste genutzt werden. Die Kochkurse mit Fokus auf der naturnahen Küche von Dr. Erwin Seitz in der Schlossküche erfreuen sich immer größerer Beliebtheit. Das nahe gelegene Kavaliershaus bietet Gruppen und größeren Familien die Möglichkeit eines individuellen Aufenthalts für bis zu 7 Personen. Großer Wert wurde auf die naturnah gestalteten Außenanlagen gelegt, in denen sich nicht nur die zahlreichen Pfauen wohl fühlen.